# آنا ناغي
آنا ناجي (بالمجرية: Nagy Anna)‏ (و. 1940  م) هي ممثلة مجرية، ولدت في بودابست.

## التعليم
تعلمت في جامعة الفنون المسرحية والسينمائية (1959–1963)
.

## جوائز
حصلت على جوائز منها:
- نيشان الفنون والآداب من رتبة قائد (17 يناير 2013)[3]
- جائزة المنافسة العامة  [لغات أخرى]‏ (1946)

## وصلات خارجية
- آنا ناغي على موقع IMDb (الإنجليزية)
- آنا ناغي على موقع أول موفي (الإنجليزية)
- آنا ناغي على موقع قاعدة بيانات الفيلم (الإنجليزية)